# Artiom
Artiom (en rus Артём) és una ciutat ubicada a la Península de Muraviov-Amurski del krai de Primórie, a Rússia. Es troba a 53 km al nord-est de Vladivostok.

## Història
La ciutat es va fundar el 1924 a la rodalia d'una mina de carbó. El nom de la ciutat és en honor del famós revolucionari Fiódor Andréievitx Serguéiev conegut pel pseudònim "Artiom". El 26 d'octubre del 1938 va rebre l'estatus de ciutat.
El 2004 van agregar-s'hi algunes poblacions properes com Artiomovski, Savodskoi i Uglóvoie, fet que va fer augmentar considerablement la població.

## Infraestructures i economia
A la ciutat hi ha algunes indústries sobretot del comerç del moble i de roba. La mina de carbó fou el motor econòmic de la ciutat durant molt de temps, però quan van començar a minvar les reserves d'aquest combustible, la ciutat va haver de buscar fonts econòmiques alternatives.
La ciutat està connectada amb el tren de mercaderies més important del krai de Primórie, que connecta amb Vladivostok i amb Nakhodka. A més a més, l'Aeroport Internacional de Vladivostok es troba a tan sols 12 km d'Artiom.